# Claudia Schiffer
Claudia Schiffer (Rheinberg, Renania del Norte-Westfalia, 25 de agosto de 1970) es una supermodelo alemana. Forbes la catalogó como una de las modelos más cotizadas, con una fortuna de 100 millones de dólares. Formó junto con Naomi Campbell y Cindy Crawford el trío de las más famosas supermodelos de los años 1990.[cita requerida]

## Biografía

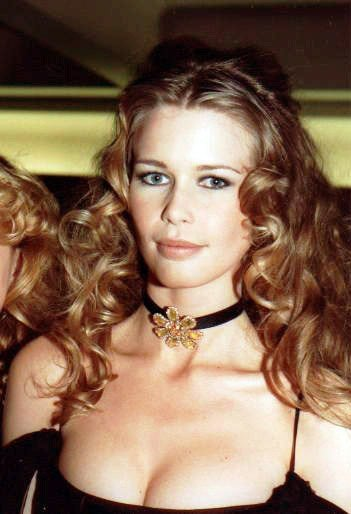
Claudia Schiffer en los Premios César en París en 1993.

Schiffer nació el 25 de agosto de 1970 en Rheinberg, Renania del Norte-Westfalia, en Alemania. Es hija de Gudrun y Heinz Schiffer, un abogado. Tiene dos hermanos, Stefan y Andreas, y una hermana, Ann Carolin.
Dice haber sido muy popular en la escuela pero que se sentía eclipsada por otras chicas de su clase; tenía complejo por ser tan alta, y era objeto de burlas ya que provenía de una familia económicamente acomodada.
Tuvo un noviazgo con el ilusionista David Copperfield desde 1994 a 1999; se conocieron en un espectáculo de Copperfield, en el que la invitó al escenario para participar en su "vuelo" ilusión.
El 25 de mayo de 2002 se casó con el productor de películas inglés Matthew Vaughn (hijo ilegítimo de George Harley Drummond, ahijado del rey Jorge VI) en Suffolk (Inglaterra). En lugar de un anillo de bodas, este le regaló una tortuga.
Claudia sigue casada con Drummond y tienen tres hijos, Caspar Matthew, nacido el 30 de enero de 2003 en Londres, Clementine, nacida el 11 de noviembre de 2004 también en Londres y Cosima Violet nacida el 14 de mayo de 2010.La familia vive en Londres.

## Trayectoria profesional

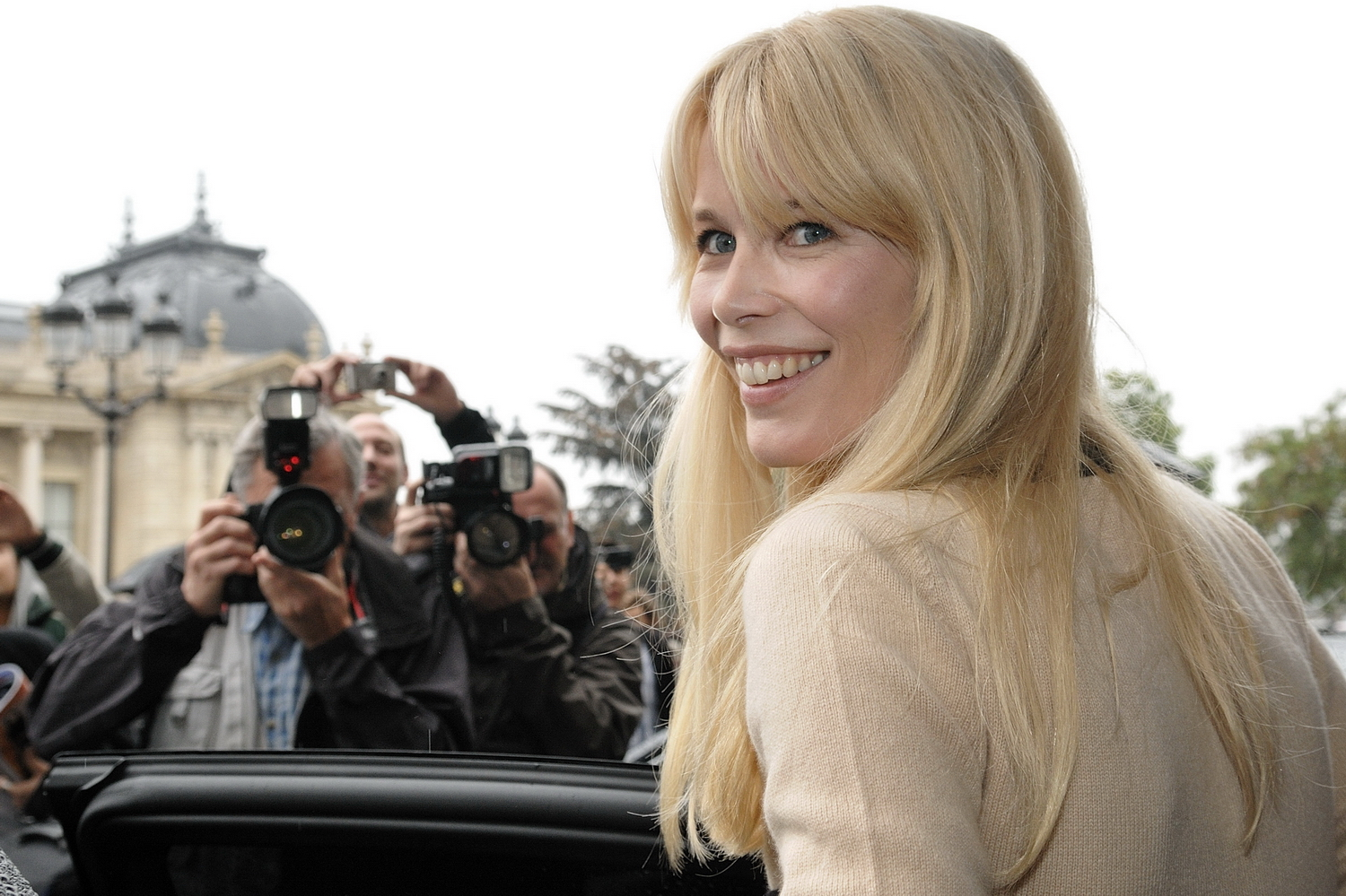
Claudia Schiffer en el año 2009.

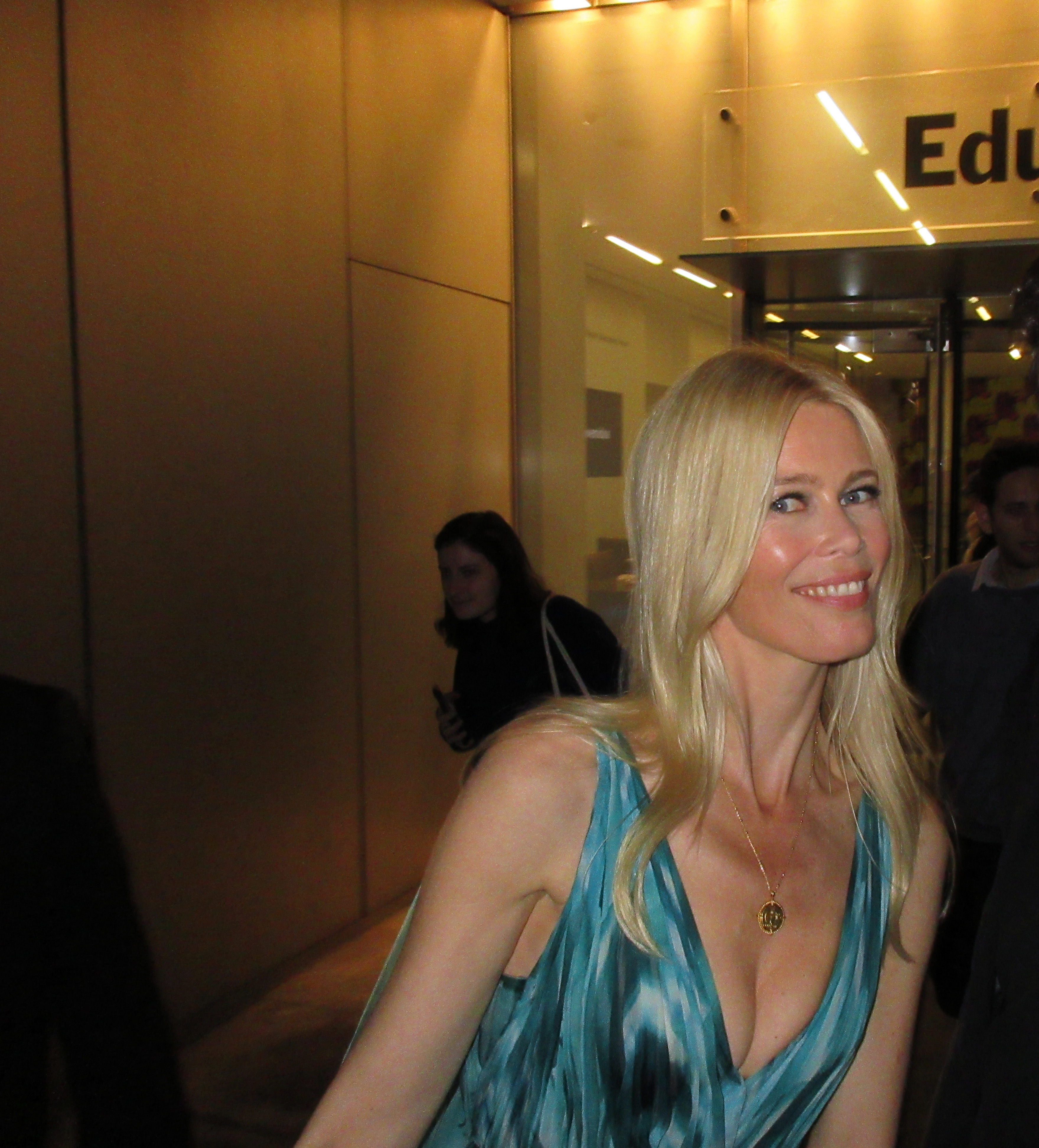
Claudia Schiffer en el año 2019.

Completó su educación y posteriormente comenzó a trabajar como modelo en 1987, después de ser descubierta por un agente, Michel Levaton (el jefe de la agencia de modelos Metropolitan), en un pub en Düsseldorf.
El primer reportaje fotográfico, fue obra de Pedro Coll, profesional mallorquín de la fotografía que la descubrió en una playa de la Isla.
Viajó a París para una sesión de fotos de prueba y poco después apareció en la portada de la revista Elle en su versión francesa. Después de varias apariciones en dicha revista, fue elegida por Karl Lagerfeld para convertirse en el nuevo rostro de Chanel.
Schiffer se hizo famosa mundialmente, sobresalía por sus ojos azules, su pelo rubio y su estatura de 1,80 m. A principios de los años 1990 posó para anuncios de la marca de vaqueros Guess en Estados Unidos, lo cual le creó una publicidad esencial para su carrera. Desfiló en pasarela para las casas más prestigiosas como Versace, Dolce & Gabbana, Ralph Lauren y Valentino.
Schiffer fue la primera modelo en aparecer en las portadas de Vanity Fair, Rolling Stone y The New York Times. También apareció en numerosas ocasiones en las portadas de Vogue, Harpers Bazaar, Tank magazine, Cosmopolitan y Time.
Schiffer apareció más adelante en los anuncios de Pepsi, y ha bailado con una versión de dibujos animados de Mickey Mouse en los anuncios de promoción de Fanta. Desde su aparición en un anuncio de Citroën de 1998, ganó una reputación de £ 3.000.000. Karl Lagerfeld la filmó para una campaña de Dom Perignon, unos diez años después de sus primeras apariciones en los anuncios de Chanel "Fashion Bites Model Spectator". Vogue. Retrieved el 13 de junio de 2007.
Schiffer ha aparecido en varias películas y videos musicales. Su primera aparición en cine fue en 1994 en la película Richie Rich como una instructora de aerobic y luego protagonizó junto a Dennis Hopper y Matthew Modine el filme Blackout (1997). Schiffer ha hecho varias apariciones en otras películas, incluyendo Zoolander de Ben Stiller en el año 2001 y en Love Actually, de Richard Curtis (2003).
Schiffer ha aparecido en varios programas de entrevistas y comedias, como Larry King Live, The Late Show con David Letterman, Late Night with Conan O'Brien, Dharma y Greg y Arrested Development. También hizo un cameo en el vídeoclip de la canción "Say It Isn't So" (2000) de Bon Jovi.
Hablando de la profesión de modelo en la actualidad, dijo: "Supermodelos, como lo eran antes, no existen más" Y que Gisele Bündchen y Adriana Lima eran la únicas personas que se acercaban a ganar el título de top model a inicios del siglo XXI.

## Filmografía

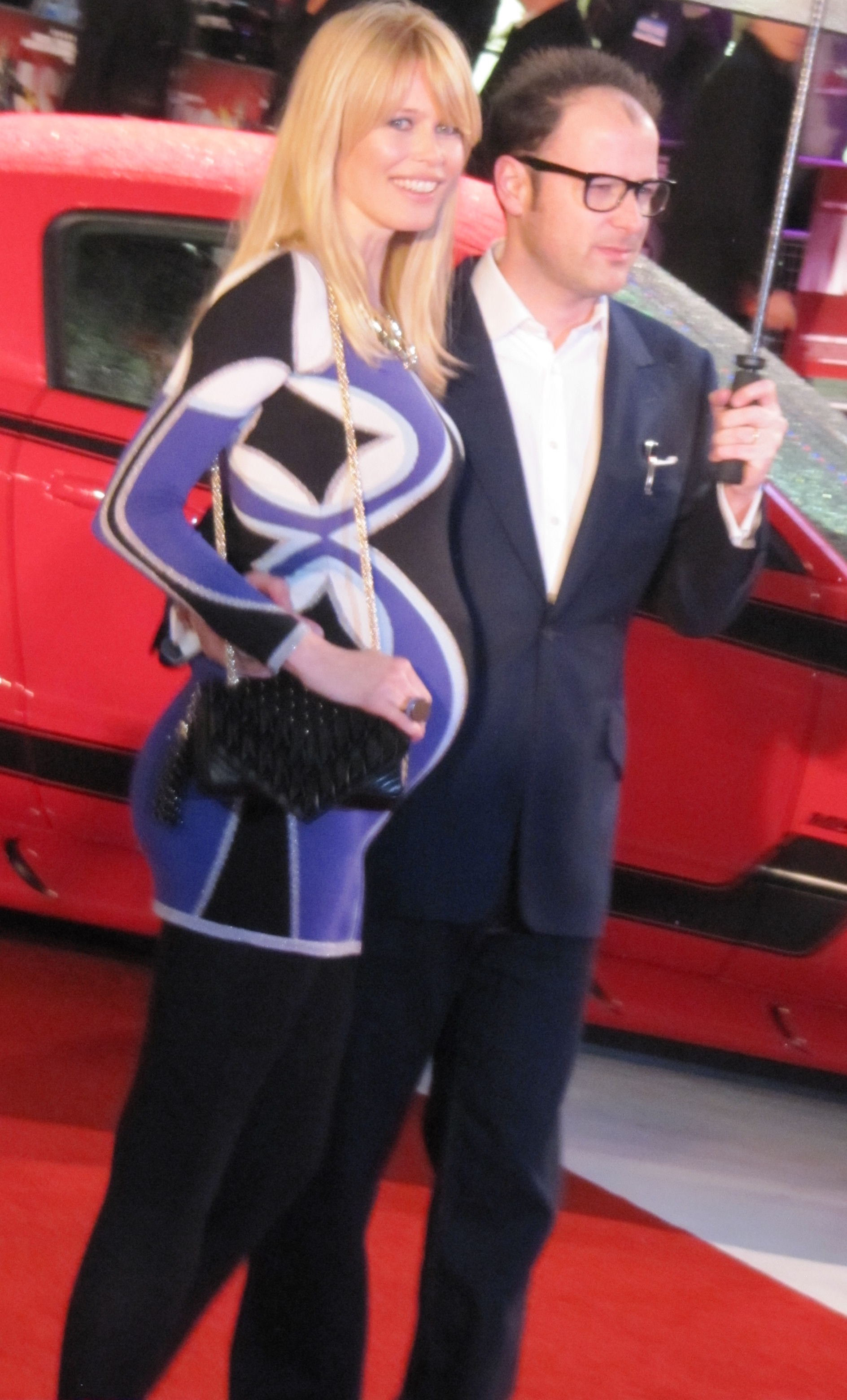
Schiffer con su marido Matthew Vaughn, año 2010.

### Videoclips
- Uptown girl - Westlife
- Say It Isn't So - Bon Jovi

### Actuación
- Love Actually (2003) interpretó a Carol
- In Pursuit, Trampa mortal (2001) interpretó a Catherine Wells
- Life Without Dick (2001) interpretó a Mary
- Black and White (1999) interpretó a Greta
- Friends & Lovers (1999) interpretó a Carla
- Desperate But Not Serious (1999) interpretó a Gigi
- The Blackout (1997) interpretó a Susan
- Ri¢hie Ri¢h (1994) interpretó a Claudia, la instructora de aerobics.

### Interpretaciones de ella misma
- Í skóm drekans (2002) presentadora
- 666 - Traue keinem, mit dem Du schläfst! (2002)
- Zoolander (2001)
- The Sound of Claudia Schiffer (2000)
- Beautopia (1998)
- Premios de moda 1997 VH1 Fashion Awards (1997) (TV) presentadora
- Happy Birthday Elizabeth: A Celebration of Life (1997) (TV)
- The 68th Annual Academy Awards (1996) (TV) Copresentadora del premio a al major diseño de vestuario
- Catwalk (1996)
- Perfectly Fit (1996) (V)
- Around Claudia Schiffer (1995) (TV) Entrevistadora y entrevistada
- Schönsten Frauen der Welt - Claudia Schiffer, Die (1995) (TV)
- The Magic of David Copperfield: 15 Years of Magic (1994) (TV)
- La Noche de tu vida (1993) (TV) Anfitriona-ella misma

### Notables apariciones en programas televisivos
- Ceremonia de apertura del Mundial de Alemania 2006. 9 de junio de 2006
- Corazón de... 19 de julio de 2005
- Wetten, dass..? episodio: "Wetten, dass..? aus Klagenfurt" (episode # 1.147) 28 de febrero de 2004
- Dharma & Greg, episodio: "This Diamond Ring" (episodio # 5.19). 2 de abril de 2002.... Gretchen
- Dharma & Greg, episodio: "I Think, Therefore I Am in Trouble" (episode # 5.16). 19 de marzo de 2002.... interpretó a Gretchen
- Wetten, dass..? episodio: "Wetten, dass..? aus Braunschweig" (episode # 1.133) 26 de enero de 2002
- The Howard Stern Radio Show. 7 de octubre de 2000
- Russell Gilbert Live (episodio # 1.11). 17 de junio de 2000
- Late Night with Conan O'Brien. 13 de abril de 2000
- Futurama (voz) en el episodio: "A Head in the Polls" (episode # 2.7) 12 de diciembre de 1999, interpretando a ella misma
- Caiga quien caiga. 19 de octubre de 1997
- Viva el Lunes 15 de abril de 1996
- Mad TV (episode # 1.17). 6 de abril de 1996
- De tú a tú. 18 de febrero de 1993
- Wetten, dass..? episode: "Wetten, dass..? aus Basel" (episode # 1.70) 2 de noviembre de 1991